# Shahrestān-e Jājarm
Shahrestān-e Jājarm (persiska: شهرستان جاجرم, جاجرم) är en shahrestan, delprovins, i Iran.   Den ligger i provinsen Nordkhorasan, i den nordöstra delen av landet, 500 km öster om huvudstaden Teheran.
Delprovinsen hade 36 673 invånare 2016.